# Objaw Hermana
Objaw Hermana (objaw karkowo-paluchowy) – jeden z objawów oponowych. Dodatni objaw występuje, gdy podczas biernego przyginania brody pacjenta do klatki piersiowej dochodzi do zgięcia grzbietowego palucha. Występuje częściej w gruźliczym zapaleniu opon mózgowo-rdzeniowych. Objaw opisał w 1949 roku polski neurolog Eufemiusz Herman.
Objawem Hermana określa się również (rzadko) objaw podążania kończyny niedowładnej, występujący najczęściej u chorych z niedowładem połowiczym i utratą przytomności. Polega on na mimowolnej abdukcji kończyny niedowładnej podczas odwodzenia kończyny zdrowej.